# Hygrophorus pudorinus
Hygrophorus pudorinus, o higróforo pudibundo, es un hongo basidiomiceto de la familia Hygrophoraceae. Habita suelos calizos, preferentemente en zonas boscosas con abetos. El cuerpo fructífero aflora desde mediados de verano hasta finales de otoño. El basónimo de esta especie es Agaricus pudorinus Fr. 1821. El epíteto específico pudorinus significa "sonrosado de vergüenza". Su seta —una de las más grandes del género Hygrophorus— no es comestible, y tiene gusto a trementina.

## Descripción
Su seta presenta un sombrero grande y carnoso, de hasta 18 centímetros de diámetro. Cuando comienza a aflorar, tiene forma esférica, pero se abre en muy poco tiempo tomando una forma bastante aplanada en la vejez, con una pequeña depresión central. Su cutícula es clara, con tonalidades rojizas y anaranjadas y algo más oscura por el centro. Tiene una textura húmeda y viscosa en ambientes húmedos. El borde del sombrero es enrollado y con incisiones, y de color más claro que el resto del sombrero. Sus láminas son adheridas, ligeramente decurrentes en ejemplares maduros, gruesas no muy juntas y con llamativos reflejos rosados. El pie llega a medir unos 12 centímetros de longitud y 3 centímetros de diámetro. También tiene textura húmeda y viscosa y su color es parecido al del sombrerillo, con tonalidades amarillentas en la base. La carne del sombrero es clara y rosada, y la del pie es blanca en su parte superior y amarilla en la zona más cercana al sustrato, y tiene olor a resina. La esporada es blanca.

## Posibilidades de confusión
Su cuerpo fructífero es muy parecido al de Hygrophorus poetarum, que es comestible, tiene un olor afrutado agradable y crece en hayedos.